# 3744 Horn-d'Arturo
3744 Horn-d'Arturo este un asteroid din centura principală, descoperit pe 5 noiembrie 1983 de Oss. San Vittore.